# Mouriri emarginata
Espèce
Mouriri emarginata est une espèce de plantes à fleurs de la famille des Melastomataceae endémique de Cuba.

## Liste des variétés
Selon Catalogue of Life (10 avril 2019) :
- variété Mouriri emarginata var. rostrata

Selon Tropicos (10 avril 2019) (Attention liste brute contenant possiblement des synonymes) :
- variété Mouriri emarginata var. emarginata
- variété Mouriri emarginata var. rostrata (Urb.) Morley

## Publication originale
- Catalogus plantarum cubensium . . . 92–93. 1866.